# Шахта імені 1 Травня
ДВАТ «Шахта ім. 1 Травня». Входить до ДХК «Шахтарськантрацит».
Фактичний видобуток 2099/534 т/добу (1990/1999). У 2003 р. видобуто 58 тис.т вугілля.
Максимальна глибина 700 (1990—1999). Протяжність підземних виробок 107,2/93,7 км (1990/1999). Розробляє пласти k2, k3, k5, k7 потужністю 0,6-1,45 м, кути падіння 8-15°.
Пласти k2, k5 небезпечні за раптовими викидами. Кількість очисних вибоїв 7/6, підготовчих 15/6 (1990/1999).
Кількість працюючих: 2857/1888 осіб, в тому числі підземних 2056/1192 осіб (1990/1999).
Адреса: 86205, вул. Ленінградська, м. Шахтарськ, Донецької обл.